# Afrocanthium racemulosum
Afrocanthium racemulosum är en måreväxtart som först beskrevs av Spencer Le Marchant Moore, och fick sitt nu gällande namn av Henrik Lantz. Afrocanthium racemulosum ingår i släktet Afrocanthium och familjen måreväxter. Inga underarter finns listade i Catalogue of Life.